# Giorgio Dellagiovanna
Giorgio Dellagiovanna, talvolta accreditato anche come Giorgio Della Giovanna (Milano, 10 luglio 1941 – Milano, 17 ottobre 2013), è stato un calciatore italiano, di ruolo difensore o centrocampista.

## Carriera
Scoperto nella Vercellese, squadra della periferia ovest di Milano, cresce nelle giovanili dell'Inter. Si tratta di un difensore eclettico in grado di giocare anche a centrocampo. Esordisce in prima squadra il 27 settembre 1961, in una partita di Coppa delle Fiere (Colonia-Inter 4-2).
Nella squadra nerazzura non riesce a trovare spazio chiuso da Burgnich e Guarneri. Totalizza infatti in due stagioni 9 presenze in prima squadra, con una rete realizzata in occasione del successo esterno sull'Atalanta del 24 dicembre 1961.
Dopo aver giocato in prestito in Serie B, prima al Brescia, poi al Potenza, all'inizio della stagione 1964-1965 fa ritorno alla casa madre, ma gli spazi per lui si fanno ancora più ristretti. Nelle due stagioni successive, infatti, gioca solo due partite, una in campionato e una in Coppa Italia.
Nell'estate del 1966 si trasferisce a titolo definitivo al Varese, dove gioca con continuità. Con la squadra biancorossa colleziona, tra Serie A e Serie B, 188 presenze con una rete segnata, conseguendo due promozioni in massima serie e altrettante retrocessioni.
Ha vinto due campionati con l'Inter nel 1964-1965 e nel 1965-1966, pur collezionando nelle stagioni citate solamente una presenza in Serie A (Inter-Messina 3-1 del 7 ottobre 1964) e una in Coppa Italia (Lanerossi Vicenza-Inter 1-2 del 7 gennaio 1966).
In carriera ha totalizzato complessivamente 122 presenze e una rete in Serie A e 132 presenze e 2 reti in Serie B.

## Palmarès
- Campionato italiano: 2

Inter: 1964-1965, 1965-1966
- Campionato italiano di Serie B: 1

Varese: 1969-1970